# Diémoz
Diémoz is een gemeente in het Franse departement Isère (regio Auvergne-Rhône-Alpes). De plaats maakt deel uit van het arrondissement Vienne. Diémoz telde op 1 januari 2022 2.915 inwoners.

## Geografie
De oppervlakte van Diémoz bedroeg op 1 januari 2022 13,72 vierkante kilometer; de bevolkingsdichtheid was toen 212,5 inwoners per km².

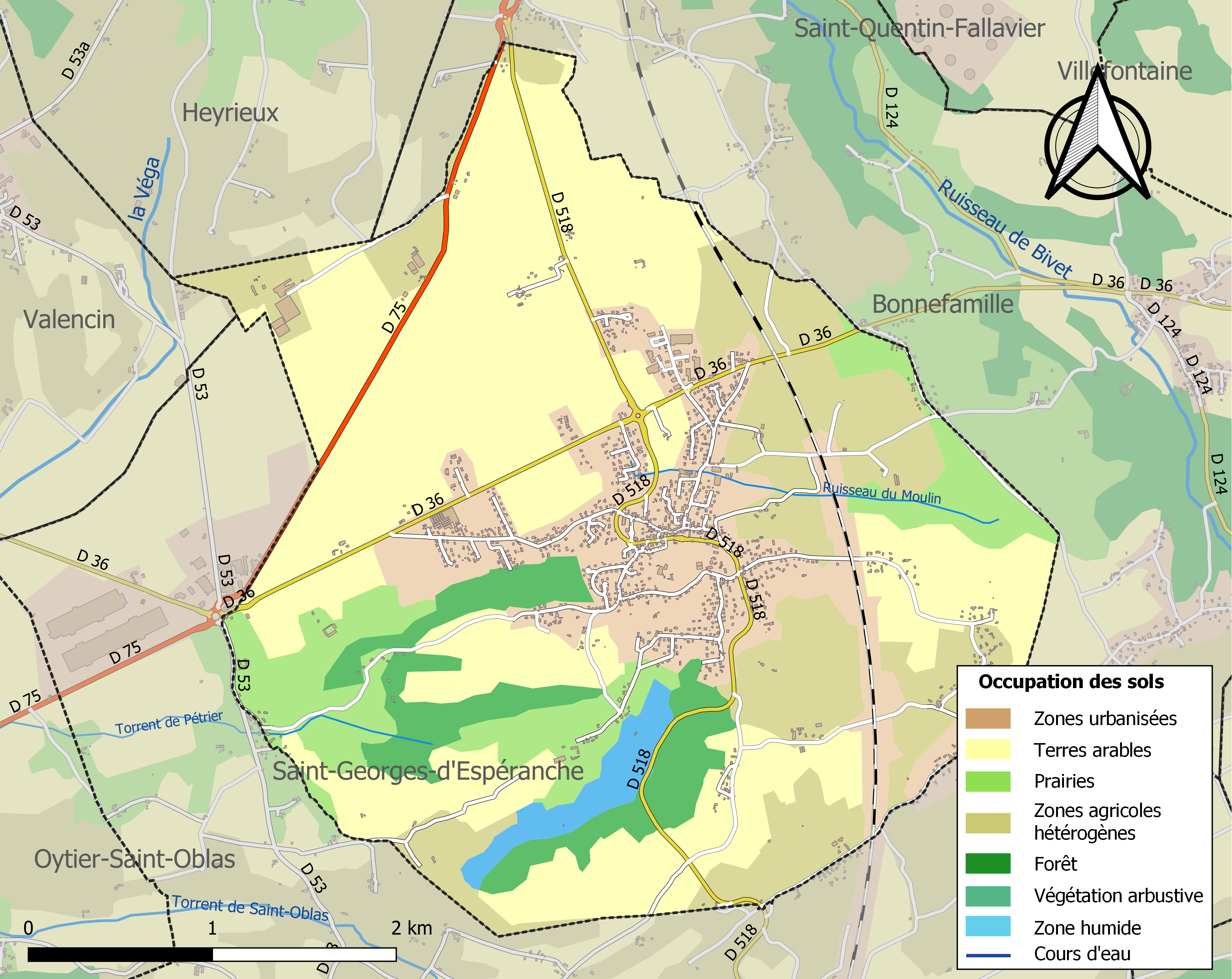
Kaart van de gemeente met de belangrijkste infrastructuur, bodemgebruik en omliggende gemeenten

## Demografie
Onderstaande figuur toont het verloop van het inwonertal (bron: INSEE-tellingen).